# Dolmen del Serrat d'en Jaques
El Dolmen del Serrat d'en Jaques, o d'en Jac, o de la Cota 538, és un dolmen del terme comunal de Queixàs, a la comarca dels Aspres, inclosa en la del Rosselló, de la Catalunya del Nord.
És a l'extrem nord-est del terme de Queixàs, molt a prop del termenal amb Sant Miquel de Llotes. Per aquesta raó se situa sovint aquest dolmen en el darrer terme comunal esmentat. És el dolmen més a l'est de la petit renglera formada pels dolmens del Fornàs i de la Creu de la Llosa. És, com els dos anteriors, dins del terme de Queixàs.
Pere Ponsich hi va fer excavacions que permeteren de trobar restes ceràmiques de l'edat del bronze. És un dolmen de corredor amb el túmul, de forma circular, precedit per un corredor d'entrada que apunta a est/sud-est. La pedra de cobertura és trencada en dues peces. La cambra fa uns tres metres de llarg amb una amplada que varia entre l'1,80 de l'entrada i un metre just al fons. Segons Carreras i Tarrús, és "una galeria catalana mal restaurada com a dolmen simple amb porta frontal rebaixada formada per dues lloses baixes".